# Поповичі (Бенковаць)
Поповичі (хорв. Popovići) — населений пункт у Хорватії, у Задарській жупанії у складі міста Бенковаць.

## Населення
Населення за даними перепису 2011 року становило 210 осіб.
Динаміка чисельності населення поселення:

## Клімат
Середня річна температура становить 13,58 °C, середня максимальна – 27,78 °C, а середня мінімальна – 0,30 °C. Середня річна кількість опадів – 908 мм.
| Клімат поселення                              | Клімат поселення | Клімат поселення | Клімат поселення | Клімат поселення | Клімат поселення | Клімат поселення | Клімат поселення | Клімат поселення | Клімат поселення | Клімат поселення | Клімат поселення | Клімат поселення | Клімат поселення |
| Показник                                      | Січ.             | Лют.             | Бер.             | Квіт.            | Трав.            | Черв.            | Лип.             | Серп.            | Вер.             | Жовт.            | Лист.            | Груд.            |                  |
| Середній максимум, °C                         | 9,75             | 10,28            | 12,98            | 16,26            | 21,28            | 25,13            | 27,78            | 27,43            | 23,14            | 18,76            | 13,27            | 10,51            |                  |
| Середня температура, °C                       | 5,01             | 5,55             | 8,26             | 11,54            | 16,56            | 20,40            | 23,58            | 23,23            | 18,93            | 14,56            | 9,07             | 6,32             |                  |
| Середній мінімум, °C                          | 0,30             | 0,83             | 3,55             | 6,81             | 11,83            | 15,68            | 19,37            | 19,02            | 14,74            | 10,36            | 4,87             | 2,12             |                  |
| Норма опадів, мм                              | 75               | 68               | 71               | 79               | 67               | 62               | 37               | 53               | 92               | 101              | 110              | 93               |                  |
| Середньомісячна швидкість вітру, м/с          | 2.75             | 2.89             | 3.02             | 2.91             | 2.55             | 2.34             | 2.35             | 2.24             | 2.44             | 2.59             | 3.07             | 3.02             |                  |
| Середньомісячна сонячна радіація, кДж/м²·день | 5144             | 7857             | 11456            | 16070            | 20166            | 22427            | 24172            | 21078            | 15688            | 9972             | 5495             | 4387             |                  |
| --------------------------------------------- | ---------------- | ---------------- | ---------------- | ---------------- | ---------------- | ---------------- | ---------------- | ---------------- | ---------------- | ---------------- | ---------------- | ---------------- | ---------------- |
| Джерело:                                      |                  |                  |                  |                  |                  |                  |                  |                  |                  |                  |                  |                  |                  |